# Kottelatlimia
Kottelatlimia is een geslacht van straalvinnige vissen uit de familie van de modderkruipers (Cobitidae).

## Soorten
- Kottelatlimia hipporhynchos Kottelat & Tan, 2008
- Kottelatlimia katik (Kottelat & Lim, 1992)
- Kottelatlimia pristes (Roberts, 1989)